# Кубок Словаччини з футболу 2006—2007
Кубок Словаччини з футболу 2006–2007 — 14-й розіграш кубкового футбольного турніру в Словаччині. Титул здобув ВіОн Злате Моравце, який на момент проведення змагань грав у 2 лізі.

## Календар
| Раунд        | Дата                         | Матчі | Клуби   |
| ------------ | ---------------------------- | ----- | ------- |
| Перший раунд | 1 серпня 2006                | 19    | 51 → 32 |
| 1/16 фіналу  | 5 вересня - 10 жовтня 2006   | 16    | 32 → 16 |
| 1/8 фіналу   | 24 жовтня - 7 листопада 2006 | 8     | 16 → 8  |
| 1/4 фіналу   | 3-4 квітня 2007              | 4     | 8 → 4   |
| 1/2 фіналу   | 17/25 квітня 2007            | 4     | 4 → 2   |
| Фінал        | 8 травня 2007                | 1     | 2 → 1   |

## 1/16 фіналу
| Команда 1                    | Рахунок      | Команда 2                        |
| ---------------------------- | ------------ | -------------------------------- |
| 5 вересня 2006               |              |                                  |
| Ружомберок-2 (3)             | 0:0 пен. 6:5 | Татран (Ліптовський Мікулаш) (3) |
| Тренчин                      | 0:0 пен. 5:6 | ВіОн Злате Моравце (2)           |
| 12 вересня 2006              |              |                                  |
| Матадор (Пухов) (3)          | 0:3          | Нітра                            |
| Рімавска Собота (2)          | 4:1          | Кошице                           |
| Чадця (3)                    | 0:3          | Жиліна                           |
| Дукла                        | 5:0          | Дукла-2 (3)                      |
| Стара Любовня (3)            | 0:0 пен. 2:3 | Татран (Пряшів) (2)              |
| Слован-2 (3)                 | 2:0          | Слован                           |
| Сенець                       | 1:0          | Спартак-2 (Трнава) (3)           |
| 13 вересня 2006              |              |                                  |
| Аква (Турчянске Тепліце) (2) | 2:2 пен. 4:5 | Інтер (Братислава)               |
| Немшова (3)                  | 1:0          | Дубниця                          |
| Елдус (Моченок) (2)          | 4:0          | ШК Сенець (3)                    |
| Долни Кубін (3)              | 0:1          | Земплін (Михайлівці) (2)         |
| Спартак (Врабле) (3)         | 1:1 пен. 2:4 | Спартак (Трнава)                 |
| 10 жовтня 2006               |              |                                  |
| Слован Дусло (Шаля) (2)      | 0:1          | Артмедія                         |
| Спішська Нова Весь (3)       | 1:0          | Ружомберок                       |

## 1/8 фіналу
| Команда 1                | Рахунок      | Команда 2              |
| ------------------------ | ------------ | ---------------------- |
| 24 жовтня 2006           |              |                        |
| Інтер (Братислава)       | 0:2          | Жиліна                 |
| Земплін (Михайлівці) (2) | 0:2          | Дукла                  |
| Нітра                    | 0:0 пен. 3:1 | Спішська Нова Весь (3) |
| Сенець                   | 1:1 пен. 4:3 | Татран (Пряшів) (2)    |
| 25 жовтня 2006           |              |                        |
| ВіОн Злате Моравце (2)   | 4:1          | Слован-2 (3)           |
| Ружомберок-2 (3)         | 1:1 пен. 2:0 | Спартак (Трнава)       |
| Елдус (Моченок) (2)      | 2:1          | Немшова (3)            |
| 7 листопада 2006         |              |                        |
| Артмедія                 | 3:0          | Рімавска Собота (2)    |

## 1/4 фіналу
| Команда 1              | Рахунок      | Команда 2 |
| ---------------------- | ------------ | --------- |
| 3 квітня 2007          |              |           |
| Артмедія               | 3:0          | Жиліна    |
| 4 квітня 2007          |              |           |
| Елдус (Моченок) (2)    | 2:2 пен. 6:7 | Сенець    |
| ВіОн Злате Моравце (2) | 1:0          | Нітра     |
| Ружомберок-2 (3)       | 2:1          | Дукла     |

## 1/2 фіналу
| Команда 1         | Заг.         | Команда 2              | 1-й матч | 2-й матч |
| ----------------- | ------------ | ---------------------- | -------- | -------- |
| 17/25 квітня 2007 |              |                        |          |          |
| Артмедія          | 3:4          | ВіОн Злате Моравце (2) | 1:0      | 2:4      |
| Ружомберок-2 (3)  | 0:0 пен. 5:6 | Сенець                 | 0:0      | 0:0      |

## Фінал
| 8 травня 2007 18:00 (EEST) |

| Сенець | 0:4      | ВіОн Злате Моравце (2)              |
| ------ | -------- | ----------------------------------- |
|        | Протокол | Хома 38', 49' Черняк 88' Пліхта 90' |

| Пасьєнки, Братислава Глядачів: 3 119 Арбітр: Владимир Гриняк |